# Filmproduzent

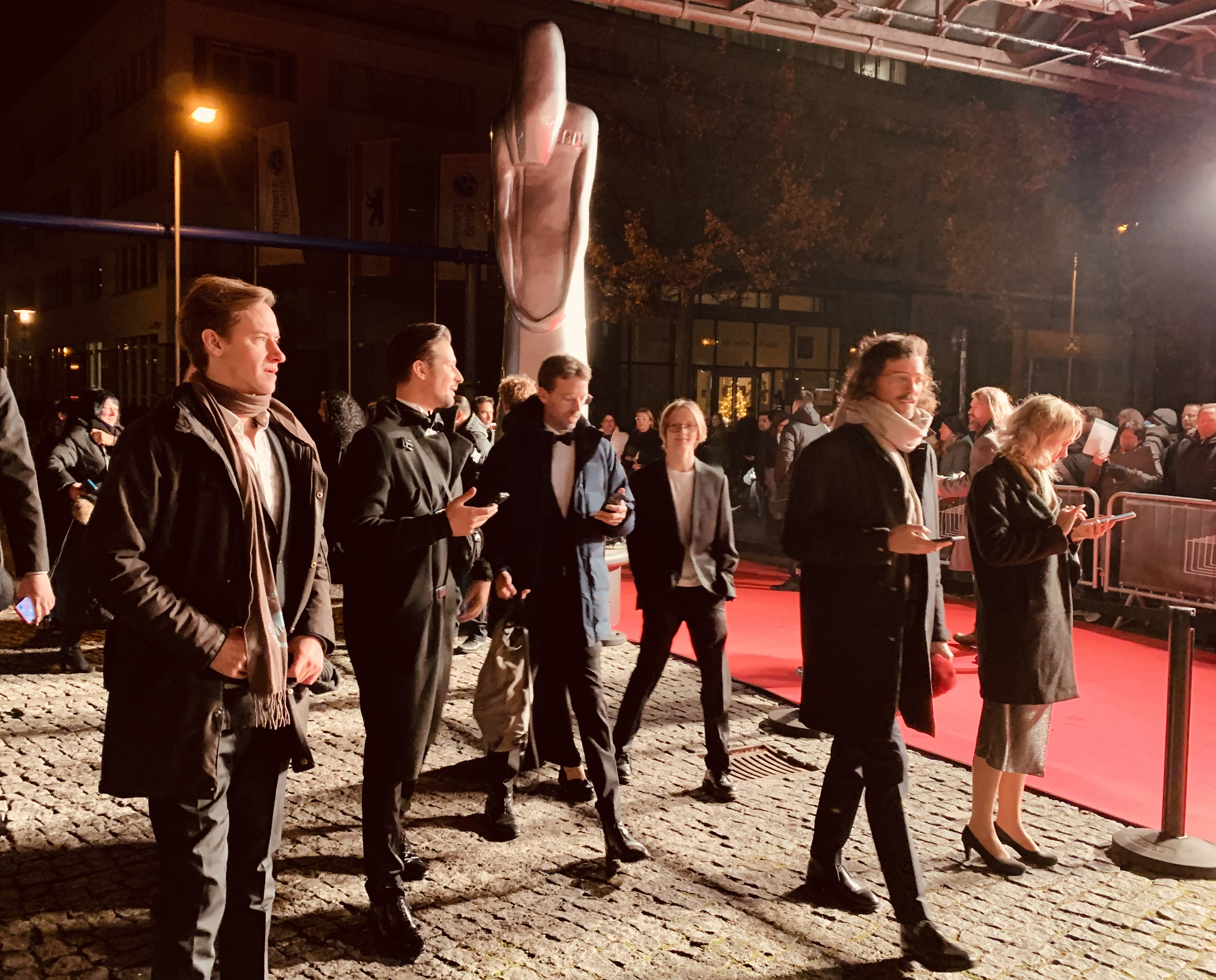
Filmproduktionsteam beim Europäischen Filmpreis (2023)

Ein Filmproduzent verwaltet und steuert den Herstellungsprozess audiovisueller Produktionen. Er ist in allen Phasen verantwortlich für den technischen und den wirtschaftlichen Erfolg: Von der Stoff- und Drehbuchentwicklung über die Projektentwicklung, die Filmkalkulation und Filmfinanzierung, die Produktion bis hin zur Postproduktion und Fertigstellung der Nullkopie bzw. des Sendebandes. Die künstlerische Gestaltung verantwortet dagegen der Filmregisseur.
Der Produzent produziert bewegte Bilder für alle Auswertungszwecke: Kino-, Fernseh-, Werbe- oder Industriefilme für Fernsehen, Kino, Bildtonträger, Internet und andere zur Übertragung audiovisueller Inhalte geeignete Medien.
Produzenten sind oft auf bestimmte Medien spezialisiert. Man unterscheidet zwischen Kinofilmproduzent, Fernsehproduzent (TV-Fiction), TV-Unterhaltungsproduzent (TV-Entertainment), Animationsfilmproduzent, Dokumentarfilmproduzent und Werbefilmproduzent. Es gibt zahlreiche Produzenten, die sowohl für das Fernsehen als auch für das Kino produzieren.
Im weiteren Sinne wird das Filmproduktionsunternehmen ebenfalls als Filmproduzent bezeichnet. Als Rechtsform dafür kommt eine Kapitalgesellschaft (GmbH oder AG), eine Personenhandelsgesellschaft (KG oder OHG) oder eine BGB-Gesellschaft (z. B. bei einer Koproduktion), eine stille Gesellschaft oder ein Einzelunternehmen/unbeschränkt haftender Einzelkaufmann in Betracht. Die aus Haftungsgründen am häufigsten gewählte Unternehmensform ist die der GmbH.

## Begriff
Von einem Filmproduzenten spricht man, wenn er die wirtschaftliche und technische Verantwortung für die Produktion trägt, ihre Durchführung organisiert und sie inhaltlich beeinflusst.
1. Zur wirtschaftlichen Verantwortung gehört die Kalkulation des Filmvorhabens (auch „Budgetierung“ genannt), die Überwachung der Einhaltung dieser Kalkulation sowie die Übernahme des wirtschaftlichen Risikos der Filmherstellung (sog. Überschreitungsrisiko, d. h. das Risiko, dass die Produktion teurer wird als kalkuliert), ggf. abgesichert durch eine Fertigstellungsversicherung (Completion Bond).
2. Zur finanziellen Steuerung gehört u. a. die Finanzierung (z. B. bei einem Kinofilm aus Eigenmitteln, Verleih- und Vertriebsgarantien, Filmförderung, Kofinanzierung durch TV-Sender), die Aufstellung des Finanzierungsplans, die Organisation des Cash-Flows (Liquiditätsplanung) für die Filmherstellung und die Übernahme des Finanzierungsrisikos; dazu gehört z. B. das Risiko, dass ein Finanzierungspartner insolvent wird.
3. Zur technischen und organisatorischen Aufgabe des Produzenten gehören u. a. Initiative, Planung und Entwicklung des Filmprojekts, die Auswahl des kreativen und technischen Personals (u. a. Drehbuchautor, Filmregisseur, Schauspieler, Kameramann, Filmeditor), die Mitwirkung an der Entwicklung des Drehbuchs, die Drehvorbereitung (z. B. Location-Suche, Studiobau), Festlegung des Drehplans, die Überwachung der Dreharbeiten sowie später der Postproduktion.
4. In rechtlicher Hinsicht ist damit in der Regel der Erwerb der Verfilmungsrechte (z. B. an einer literarischen Vorlage) ebenso verbunden wie der Abschluss der Verträge mit Urhebern (z. B. Regisseur, Drehbuchautor) und ausübenden Künstlern (z. B. Schauspieler).
5. In künstlerischer Hinsicht gibt der Filmproduzent seinen kreativen Input in allen Phasen der Filmentstehung: von der ersten Idee, über die Entwicklung des Drehbuchs oder Formats, die Auswahl der Schauspieler, die Dreharbeiten, den Schnitt, bis hin zur Endfertigung. Der Produzent Richard D. Zanuck verglich dies mit der Arbeit eines Dirigenten: „The producer is like the conductor of an orchestra. Maybe he can’t play every instrument, but he knows what every instrument should sound like.“

Im Rahmen der typischerweise arbeitsteiligen Organisation einer Filmproduktion können die einzelnen Funktionen des Filmproduzenten an angestellte oder freie Mitarbeiter oder Subunternehmen delegiert werden. So wird die Entwicklung, Betreuung und kreative Steuerung eines Filmprojekts in einem großen Filmproduktionsunternehmen oft von einem Producer übernommen. Mit Producer bezeichnet man in Deutschland, im Unterschied zum Produzenten als dem Geschäftsführer oder (Mit-)Inhaber einer Filmproduktionsgesellschaft, einen Angestellten, der für ein oder mehrere Projekte eines Filmproduktionsunternehmens zuständig ist. Die organisatorische Steuerung eines oder mehrerer Filmprojekte übernimmt häufig ein Produktionsleiter oder Herstellungsleiter. Die Risiken der Filmherstellung (u. a. Überschreitungsrisiko, Finanzierungsrisiko) bleiben jedoch beim Produktionsunternehmen; deswegen liegen Verantwortung und Letztentscheidungsrecht beim Filmproduzenten und nicht beim Producer oder Herstellungsleiter.
Die Bezeichnungen von Produktionsfunktionen unterscheiden sich im Abspann von deutschen und anglo-amerikanischen Kino- oder Fernsehfilmen: Mit Produktion wird in Deutschland in der Regel das Produktionsunternehmen genannt. Als Produzent wird im Abspann hingegen die inhaltlich verantwortliche Person genannt; dabei kann es sich um eine Person aus der Geschäftsführung handeln, um einen Producer oder einen freien Produzenten, der beispielsweise die kreative Entwicklung und Steuerung eines Filmprojekts übernimmt. Mit Line Producer bezeichnet man eine Funktion, die zwischen dem Produktions- und Herstellungsleiter liegt. Der Produktionsleiter wird in den USA auch als Production Manager bezeichnet. Als Executive Producer gilt der die Produktion verantwortlich durchführende Produzent, oder auch eine Person, die in irgendeiner Weise für die Produktion wichtig war, z. B. als Initiator. So kommt es, dass häufig ein(e) prominente(r) Hauptdarsteller(in) einen entsprechenden Credit im Abspann erhält. Als Associate Producer wird in Deutschland wie im angloamerikanischen Sprachraum ein Produzent bezeichnet, der an einer Produktion mittelbar beteiligt ist, d. h. keinen direkten Einfluss ausübt, aber trotzdem an Gewinnen wie Verlusten beteiligt ist – z. B. weil er Mitinhaber der Produktionsfirma ist. Produktionsfirmen haben oft mehrere Gesellschafter, die aber nicht immer alle das gleiche Projekt aktiv verantworten müssen. Stattdessen kann einer als Executive den Fokus auf ein bestimmtes Projekt legen, seine Gesellschafter sind dann seine Associates (und umgekehrt).

## Rechtliche Bedeutung
Im deutschen Recht wird der Filmproduzent als „Filmhersteller“ bezeichnet. Dem Filmhersteller steht nach § 94 Urheberrechtsgesetz ein Leistungsschutzrecht am Filmwerk oder an Laufbildern zu. Das Leistungsschutzrecht gibt ihm – neben anderen Rechteinhabern am Film (z. B. dem Regisseur) – das Recht, die Vervielfältigung, Verbreitung, Sendung und öffentliche Zugänglichmachung des Films bzw. der Laufbilder zu erlauben oder zu verbieten. Der Begriff des Filmherstellers ist im Gesetz jedoch nicht definiert. Es besteht jedoch Einigkeit darüber, dass ein Unternehmen nur Filmhersteller ist, wenn es von den o. g. vier Merkmalen (wirtschaftliche, finanzielle, organisatorische und kreative Verantwortung) mindestens drei erfüllt. Ein Regisseur ist kein Filmhersteller, auch wenn er das Filmprojekt – bei Inhalt und Organisation – wesentlich mitbestimmt, weil er i. d. R. die wirtschaftliche und finanzielle Verantwortung nicht trägt. Dies ist u. a. bei dem Filmprojekt Die Ehe der Maria Braun richterlich geklärt worden, als Rainer Werner Fassbinder gerichtlich den Status eines Koproduzenten einforderte.
Auch das deutsche Filmförderungsrecht, vgl. Filmförderungsgesetz (FFG) geht vom Begriff des Filmherstellers aus. Nur ein Filmhersteller ist berechtigt, Projektförderung oder Referenzförderung bei der Filmförderungsanstalt (FFA) zu beantragen. Um als EU-ausländisches Produktionsunternehmen Förderung erlangen zu können, muss es mindestens eine Niederlassung in Deutschland geben, der Filmproduzent muss die „Verantwortung für die Durchführung des Filmvorhabens“ tragen (§ 40 Abs. 6 FFG). Auch im Steuerrecht ist Filmhersteller, wer – nach der Formulierung des Bundesfinanzhofs – „Einfluss und Risiko“ auf das Filmprojekt übernimmt.

## Auftragsproduzent
Als Auftragsproduzent wird der Hersteller einer Auftragsproduktion bezeichnet. Der Filmproduzent wird von einem Dritten, z. B. von einem Fernsehsender, beauftragt, ein bestimmtes Filmprojekt zu realisieren. Im Abspann von Fernsehsendungen wird dies durch Formulierungen wie „Hergestellt im Auftrag des …“ deutlich gemacht. Bei Auftragsproduktionen wird zwischen echter und unechter Auftragsproduktion unterschieden. Bei einer echten Auftragsproduktion muss der beauftragte Produzent Filmhersteller sein und drei der vier o. g. Merkmale erfüllen. Bei einer unechten Auftragsproduktion wird der Auftraggeber Filmhersteller.
Bei vollfinanzierten Auftragsproduktionen hat der Produzent in der Regel dem Auftraggeber sämtliche im Zusammenhang mit der Verwirklichung des Vorhabens bei ihm entstandenen, entstehenden oder hierfür von ihm erworbenen oder zu erwerbenden urheberrechtlichen Nutzungsrechte, Leistungsschutz- und sonstigen Schutzrechte zu übertragen.

## Unabhängiger Produzent
Als „unabhängiger Produzent“ gilt ein Produzent, der nicht abhängig von Rundfunksendern ist. Zu seinen Gunsten gibt es in Art. 5 der Richtlinie über audiovisuelle Mediendienste eine Quote von 10 % der Sendezeit, die nicht aus Nachrichten, Sportberichten, Spielshows oder Werbung besteht.

## Verbände
Der größte Verband auf Bundesebene ist die Allianz Deutscher Produzenten – Film & Fernsehen (Produktionsallianz) mit rund 375 Mitgliedsunternehmen als Interessenvertretung der Produzenten für Kinofilme, Fernsehfiction, Entertainment-, Animations-, Dokumentar- und Werbefilme.
Ältester Verband von unabhängigen Kinofilm-Produzenten in Deutschland mit ca. 110 Mitgliedern ist der 1966 gegründete Produzentenverband e. V.
Produzenten von Dokumentarfilmen sind überwiegend in der AG DOK organisiert; einige sind auch im Produzentenverband oder in der Produzentenallianz.
In der Schweiz sind der Schweizer Verband der Filmproduzenten und GARP jene Verbände, in denen die Produktionsfirmen vereinigt sind, die in der Schweiz unabhängige Fernseh- und Dokumentarfilme herstellen.
International sind die Verbände der Filmproduzenten im Dachverband FIAPF (Fédération Internationale des Associations de Producteurs de Films) organisiert. Europaweit sind die senderunabhängigen Produzenten außerdem im Verband CEPI organisiert; die Interessen der TV-Formate entwickelnden (Entertainment-)Produzenten werden weltweit von der Frapa vertreten.
Weltweit einflussreich ist auch die MPAA (Motion Pictures Association of America), in der die Hollywood-Majors organisiert sind: Paramount Pictures, Warner Bros. Entertainment, Sony Pictures Entertainment, Walt Disney Motion Pictures Group und Universal Studios sowie seit 2019 Netflix.